# Palazzo del Governo (Sydney)
Il Palazzo del Governo (in inglese: Government House) è una storico edificio della città di Sydney in Australia e la residenza ufficiale nella città del governatore del Nuovo Galles del Sud.

## Storia
L'architetto reale Edward Blore venne incaricato di redigere il progetto per il nuovo Palazzo del Governo a Sydney, di cui si era ormai concordata la necessità, nel 1933. I lavori costruzione iniziarono solamente nel 1837 e vennero supervisionati dall'architetto coloniale Mortimer Lewis. Per la costruzione fu utilizzata pietra arenaria estratta localmente. Dopo anni di ritardi e superamenti di bilancio, il palazzo venne infine definitivamente completato nel 1847, due anni dopo che il governatore George Gipps e sua moglie vi presero dimora nel 1845.

## Descrizione
L'edificio presenta uno stile neogotico.

## Galleria d'immagini

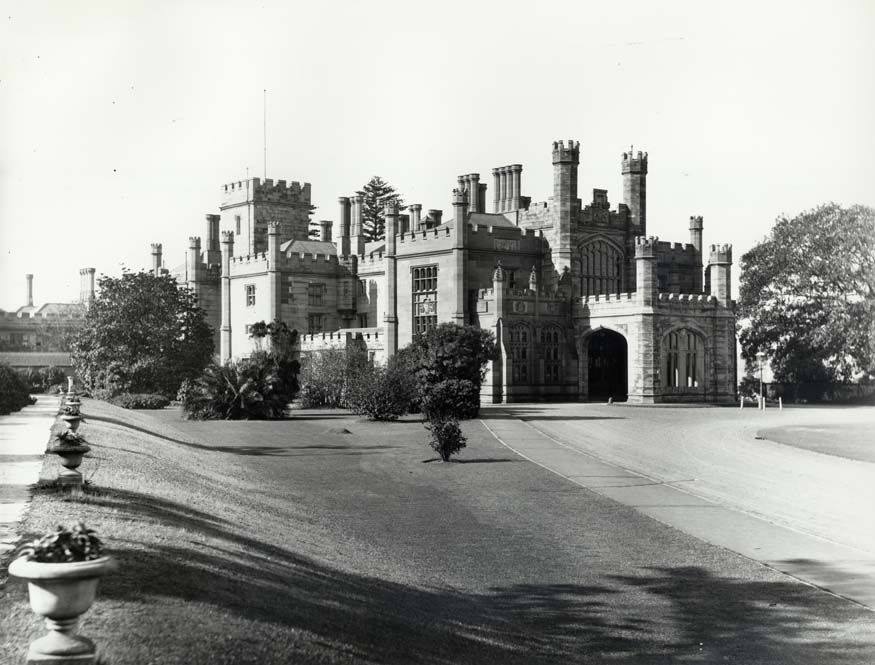
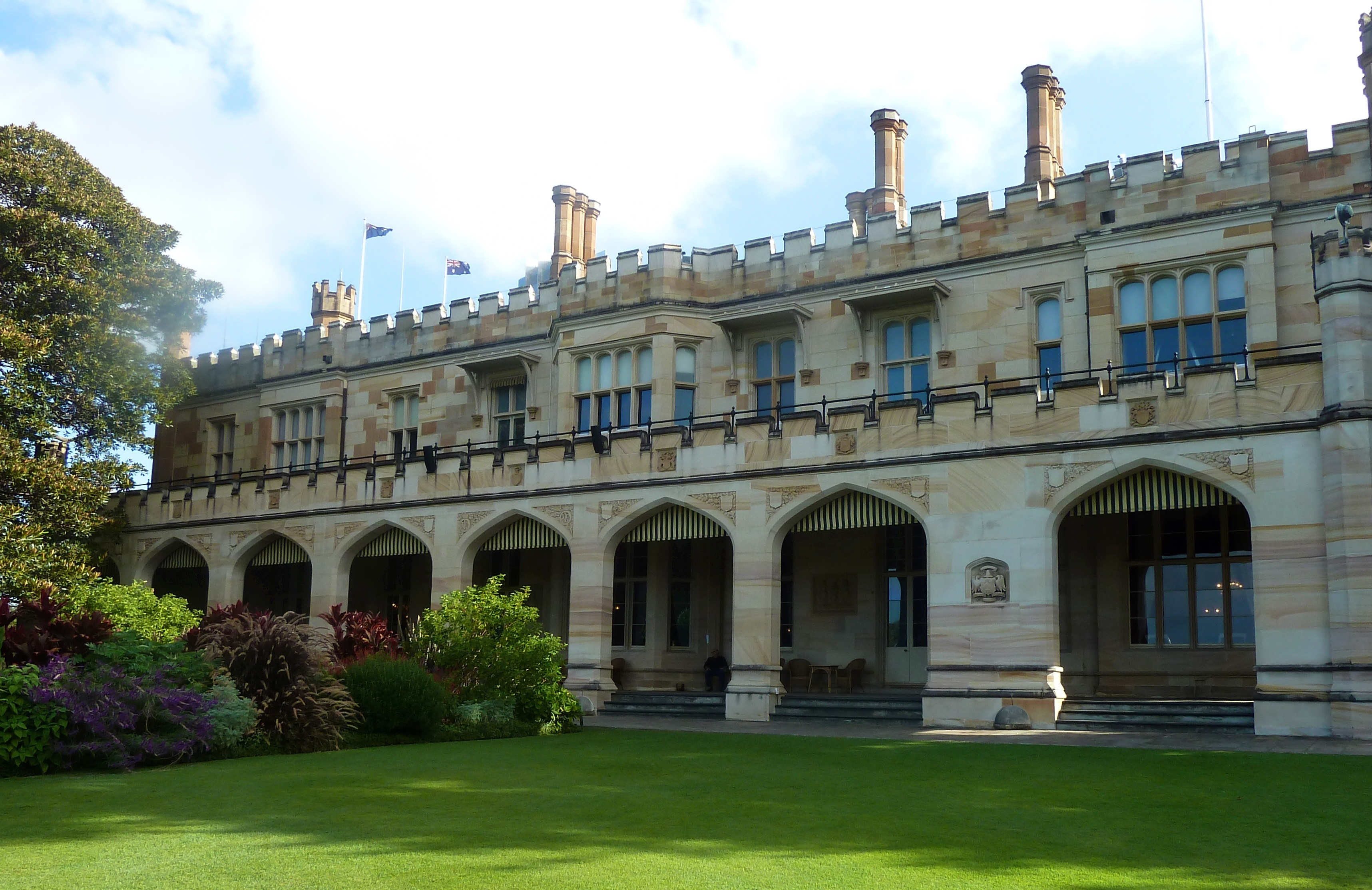
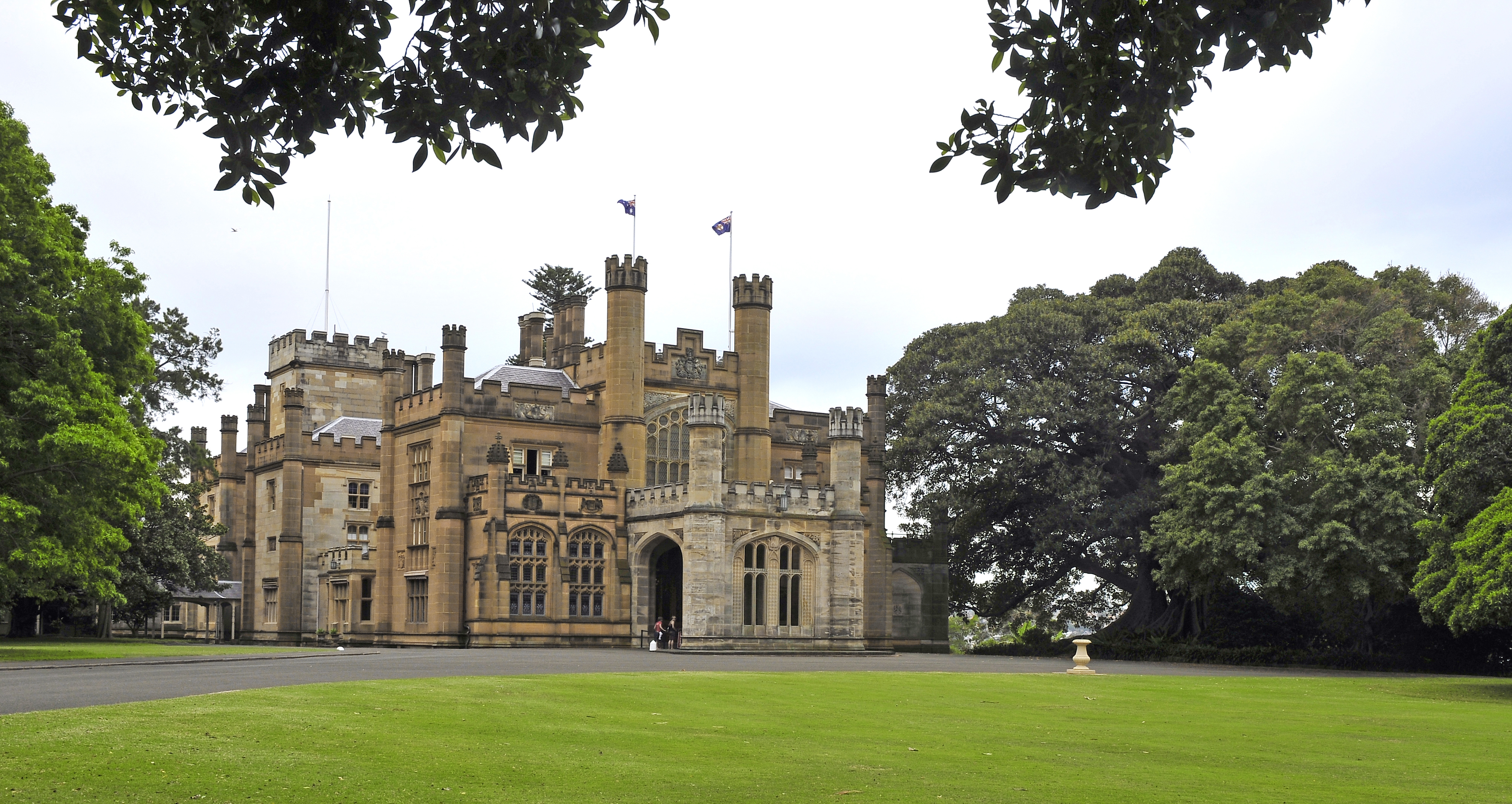